# Barbischio
Barbischio è una frazione del comune italiano di Gaiole in Chianti, nella provincia di Siena, in Toscana.

## Storia
Barbischio è ricordata per la prima volta all'inizio dell'XI secolo e successivamente appare quale sede di stipula di atti notarili, fatto da mettere in relazione con l'essere la sede di un mercato già attestato nel 1077. Nel 1086 è documentato quale sede di un castellare, denominazione che veniva usata quando un castello era stato privato dell'impianto fortificato.
In seguito deve essersi ripreso tanto che nel 1220 e nel 1240 venne concesso dall'imperatore Federico II ai conti Guidi, per la precisione al ramo dei Battifolle e questi lo tennero fino alla metà del XIV secolo. La signoria dei Guidi è ricordata anche da Giovanni Villani nella sua Nova Cronica e ricorda che gli abitanti del luogo si ribellarono a causa del malo reggimento che il giovane conte Guido di Ugo di Battifolle facea a' suoi fedeli d'opera di femmine.
In seguito il castello e il borgo divennero proprietà dei Ricasoli. Nel 1478 durante la seconda invasione aragonese del Chianti venne occupato dalla truppe napoletane.
Oggi è un piccolo borgo che vive del turismo enogastronomico.

## Monumenti e luoghi d'interesse
Dell'antico castello oggi sopravvivono i ruderi di una torre che sovrasta l'abitato. Negli anni ottanta alla parte della torre originaria, solo un lato sul quale si apre una piccola finestra, venne addossata una struttura che ha consentito il recupero a fini abitativi della torre senza peraltro alterare la godibilità dei resti medievali. Nel borgo sorge anche la chiesa parrocchiale dedicata a san Jacopo.
Ai piedi del castello si trova il Molino di Barbischio, un complesso abitativo che presenta caratteri medievali dal quale emerge una torre e inoltre si notano altri elementi architettonici notevoli quali un portale ad arco e mensole di apparati a sporgere.

## Bibliografia

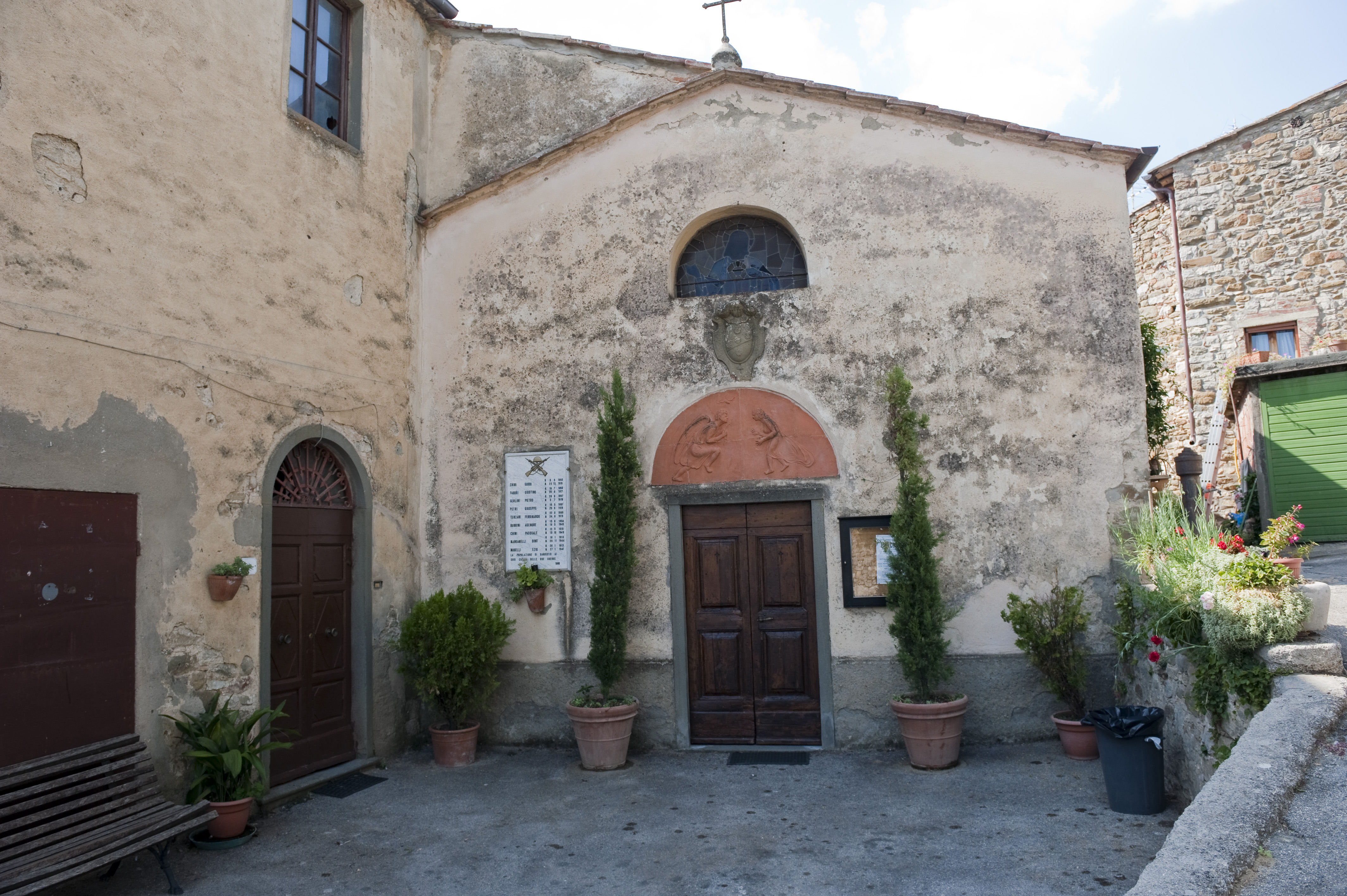
Facciata della chiesa di san Jacopo